# Профессионал (фильм, 1981)
«Профессиона́л» (фр. Le Professionnel) — французский художественный фильм в жанре драматического триллера с элементами боевика, поставленный режиссёром Жоржем Лотнером по мотивам романа Патрика Александера «Смерть зверя с тонкой кожей» (англ. Death of a Thin-Skinned Animal, 1976). В главной роли снялся Жан-Поль Бельмондо.
Музыку к фильму написал композитор Эннио Морриконе, музыкальные темы «Chi Mai» (написанная за 10 лет до фильма) и «Le Vent Le Cri» получили мировую известность.

## Сюжет
Французский секретный агент Жосслен Бомон по заданию правительства отправляется в вымышленную африканскую страну Малагави, чтобы убить президента Н’Джала, неугодного французским властям. Внезапно политическая ситуация меняется, и, чтобы в последний момент предотвратить покушение, необходимость в котором отпала, французские спецслужбы выдают Бомона властям африканской республики. После пыток и допросов под наркотиками его приговаривают к длительному сроку заключения в «исправительном лагере». Бомон вместе с негром-заключённым совершают побег из лагеря. Герои вступают в бой с прибывшим в деревню отрядом военных, товарищ Бомона гибнет. Вернувшись в Париж, Бомон шифрованной телеграммой предупреждает своих бывших руководителей о том, что намерен честно выполнить данное ему родиной задание. Этим он бросает вызов французским спецслужбам, предавшим его.
Тем временем президент Н’Джала прибывает во Францию с официальным визитом. Власти Франции надеются получить доступ к жизненно важным урановым рудникам в его стране в обмен на строительство АЭС «под ключ» и поднимают спецслужбы на защиту диктатора. Бомон успешно водит агентов за нос, мстит за допрос и избиение его жены, раскрывает предательство своего друга и коллеги капитана Валера́, в честной дуэли убивает неотступно преследовавшего его комиссара Розе́на.
Бомон проникает в замок Ферье под Парижем, где руководители службы безопасности разместили Н’Джала. Ему удаётся подставить Н’Джала под выстрел помощника инспектора Фаржа. Месть Бомона удалась: он убил президента и дискредитировал французские спецслужбы. Герой спокойно идёт к ожидающему его вертолёту Н’Джала, в это время бывший начальник Бомона полковник Мартен «выбивает» из министра приказ «остановить Бомона», министр после некоторых колебаний отдаёт приказ, после чего Фарж расстреливает Бомона из автомата.

## В ролях
| Актёр                | Роль                                                    |
| -------------------- | ------------------------------------------------------- |
| Жан-Поль Бельмондо   | майор Жосслен «Жосс» Бомон                              |
| Робер Оссейн         | комиссар Розен                                          |
| Сирьель Клер         | Алиса Анслен любовница Бомона                           |
| Мишель Бон           | капитан Эдуар Валера                                    |
| Пьер Сентон          | президент Малагави Н'Джала                              |
| Паскаль Нзонзи       | секретарь президента Малагави Артур                     |
| Жан Десайи           | министр внутренних дел Франции                          |
| Жан-Луи Ришар        | полковник Мартен                                        |
| Элизабет Маргони     | Жанна жена Бомона                                       |
| Бернар-Пьер Доннадьё | помощник инспектора Фарж                                |
| Пьер Вернье          | Сальваторе Вольфони богатый человек из отеля            |
| Мари-Кристин Декуар  | Дорис Фредриксен элитная проститутка, любовница Н'Джала |
| Жерар Дарьё          | полковник Пикар                                         |
| Дани Коган           | сержант Грубер                                          |
| Сидики Бакаба        | сбежавший заключённый                                   |

## Награды
- Номинация на премию «Сезар» (1982) за лучшую музыку к фильму — Эннио Морриконе
- Премия «Золотой экран» (1983), Федеративная Республика Германия